# Элдер, Ларри
Лоуренс Аллен «Ларри» Элдер (англ. Laurence Allen Elder; род. 27 апреля 1952, Лос-Анджелес) — американский консервативный радиоведущий, автор и юрист, ведущий Шоу Ларри Элдера.
Являлся кандидатом на пост губернатора Калифорнии, баллотируясь от Республиканской партии на выборах по отзыву губернатора Калифорнии Гэвина Ньюсома в сентябре 2021 года. Занял первое место среди 46 кандидатов на замену Ньюсома. Выдвижение кандидатуры Элдера на перевыборах губернатора Калифорнии явилось его первым участием в выборах на государственную должность.

## Ранняя жизнь и образование
Родился в Лос-Анджелесе. Его отец Рэндольф (1915—2011) был сержантом морской пехоты США во время Второй мировой войны и переехал в Калифорнию из Джорджии после войны. В 2013 году Ларри Элдер и его брат Кирк приняли Золотую медаль Конгресса от имени своего отца. Мать Ларри Элдера Виола (урожденная Конли, 1924—2006) во время Второй мировой войны работала в Министерстве обороны США.
В 1970 году Ларри окончил с отличием среднюю школу. В 1974 году получил степень бакалавра политических наук в Университете Брауна. Затем получил степень доктора права на юридическом факультете Мичиганского университета в 1977 году.

## Юридическая карьера
После окончания учёбы Элдер присоединился к Кливлендской юридической фирме Squire, Sanders & Dempsey. В 1980 году основал Laurence A. Elder and Associates, юридическую фирму по подбору руководителей. Элдер вышел из управления Elder and Associates в 1987 году, но продолжал владеть фирмой до 1995 года.

## Медиа карьера

### Телевидение, кино и видео
В 1988 году после успешного прослушивания Элдер начал работать соведущим тематического шоу Fabric, которое транслировалось на канале PBS.
В 1997 году Элдер вместе с Лорой Ингрэм вёл программу PBS National Desk.
В 2000 году Элдер получил премию «Эмми» в Лос-Анджелесе за свой специальный выпуск новостей «Making Waves». В 2000—2001 годах вёл сериал «Моральный суд», распространяемый компанией Warner Brothers. В 2004 году вел Шоу Ларри Элдера.
В 2005 году Элдер создал самофинансируемый фильм под названием «Майкл и я», в котором он опровергает позицию режиссёра Майкла Мура в фильме «Боулинг для Колумбины».
В 2007 году Элдер был одним из ведущих ток-шоу выходящем на MSNBC.
Обозрения Элдера постоянно публикуются в изданиях Investor’s Business Daily, World Net Daily, Townhall.com, Jewish World Review и FrontPage Magazine.
В конце 1980-х Элдер писал статьи для местных газет Кливленда. В 1998 году Элдер начал вести общенациональную колонку, распространяемую через сеть Creators Syndicate До апреля 2012 года Элдер вел еженедельную колонку в газете Los Angeles Daily News.
Он ведёт видео серию, публикуемую изданием The Epoch Times.

### Радио
В 1994 году Элдер начал вести вечернее ток-шоу на радиостанции KABC в Лос-Анджелесе. С 2002 по 2007 год шоу Элдера транслировалось по всей стране радиостанцией ABC Radio Networks.
В декабре 2008 года Элдер начал ежедневный прямой подкаст, а с декабря 2009 года также интернет-трансляцию.
В 2015 году он был удостоен звезды на Голливудской аллее славы.
В июне 2015 года Элдер начал работать в сети CRN Digital Talk Radio Networks.
В августе 2015 года Шоу Ларри Элдера начало транслироваться по всей стране через радиосеть Salem Radio Network.

## Политическая позиция
Элдер поддерживает консервативные и правые взгляды. Элдер — зарегистрированный республиканец.
Он является ярым сторонником бывшего президента Дональда Трампа и утверждает, что несправедливо обвинять Трампа в нападении на Капитолий США в 2021 году.
В июле 2021 года Элдер объявил, что он баллотируется против Гэвина Ньюсома на выборах 2021 года по отзыву губернатора Калифорнии. Он сообщил, что принял это решение под влиянием его ментора, консервативного деятеля Денниса Прагера.
В апреле 2023 года объявил о выдвижении своей кандидатуры на пост президента США в 2024 году.